# Hollow (canción de Pantera)
«Hollow» es una balada de la banda estadounidense de groove metal Pantera, además del tercer sencillo y canción que cierra su exitoso álbum Vulgar Display of Power, sin embargo, siempre se tocaba junto a "Domination", de su álbum Cowboys from Hell, "Hollow" nunca se tocó entera.

## Letra
La letra habla de alguien que ha entrado en un estado vegetativo. La banda no ha afirmado que sea sobre ninguna persona en concreto.

## Lista de canciones
| Sencillo en CD |                       |          |  |
| N.º            | Título                | Duración |  |
| 1.             | «Hollow» (Edit)       | 4:59     |  |
| 2.             | «Hollow» (LP Versión) | 5:45     |  |

| Maxisencillo |                       |          |  |
| N.º          | Título                | Duración |  |
| 1.           | «Hollow» (Radio edit) | 2:58     |  |
| 2.           | «By Demons Be Driven» | 4:39     |  |
| 3.           | «Mouth for War»       | 3:56     |  |